# جاي كير
جاي كير (بالإنجليزية: Jay Kerr)‏ هو ممثل أمريكي، ولد في 16 نوفمبر 1952م.

## وصلات خارجية
- جاي كير على موقع IMDb (الإنجليزية)
- جاي كير على موقع قاعدة بيانات الفيلم (الإنجليزية)